# Collegiata di San Vittore
La Collegiata di San Vittore il Moro, a Muralto, è una delle due più importanti chiese in stile romanico del Canton Ticino (insieme alla chiesa di San Nicolao di Giornico).. Ex pieve e, fino al 1818, parrocchia romanica, fu costruita a ridosso della più antica chiesa di Santo Stefano, poi distrutta, e di una necropoli romana scoperta nel 1880. Degno di nota il campanile con un altorilievo del milanese Martino Benzoni che rappresenta San Vittore Mauro a cavallo. Presso la chiesa sorgeva il vecchio cimitero. Da segnalare anche il rilevante mosaico "Ora et labora" di Aurelio Gonzato, sull'adiacente Casa parrocchiale.

## Storia
Una basilica paleocristiana venne costruita in questo luogo nel V o VI secolo, sui resti di una precedente villa romana risalente al I secolo. La basilica venne poi trasformata nell'VIII ed ancora nel X secolo. Tra il 1090 e il 1110 l'edificio venne ricostruito in stile romanico, mentre è della metà del XII secolo l'aggiunta della cripta. Nel XVI secolo l'edificio venne nuovamente ristrutturato e si iniziarono i lavori per la costruzione del campanile, che durarono dal 1524 al 1932.
Nel XX secolo vennero demolite tutte le circostanti costruzioni, precedentemente riservate ai canonici, liberando l'area circostante l'edificio.

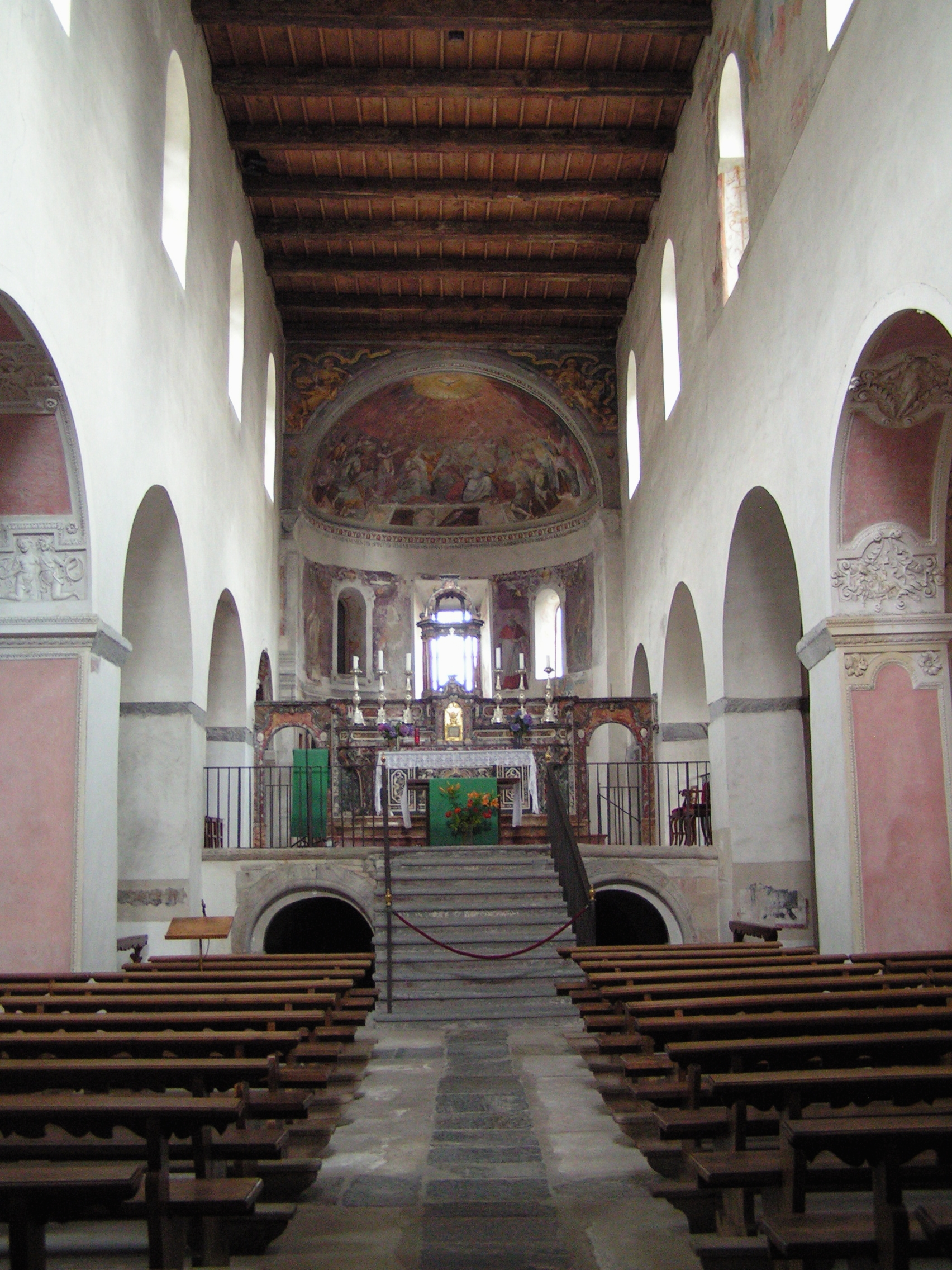
Interno della collegiata

## Descrizione

### Esterno
La chiesa si presenta con una facciata a salienti, introdotta da un porticato e decorata da archetti pensili.
Un riferimento alla dedicazione della chiesa è presente sul campanile, che reca la scultura in rilievo raffigurante San Vittore (anni 1460-1462).

### Interno
L'interno è a tre navate con volte a crociera, ogni navata è conclusa da un'abside. Il soffitto è in legno e presenta ancora le travi del periodo romanico. Lungo le pareti interne si trovano diversi affreschi del XIV e XV secolo; tra questi spiccano gli affreschi del coro, eseguiti nel 1467 e attribuiti alla mano di uno dei pittori Seregnesi. Nella parte alta della navata centrale, un recente restauro ha riportato alla luce un ciclo di affreschi del 1140 - 1150, raffigurante scene tratte dall'Antico Testamento.
L'altare maggiore è stato realizzato in marmo e risale al 1781.

#### Cripta
La cripta in stile romanico è tra le migliori conservate in Svizzera, costituita da otto colonne e quattordici semicolonne a sorreggere le volte a crociera. I capitelli e le basi delle colonne sono stati scolpiti in forme geometriche, zoomorfe ed antropomorfe.

## Galleria d'immagini

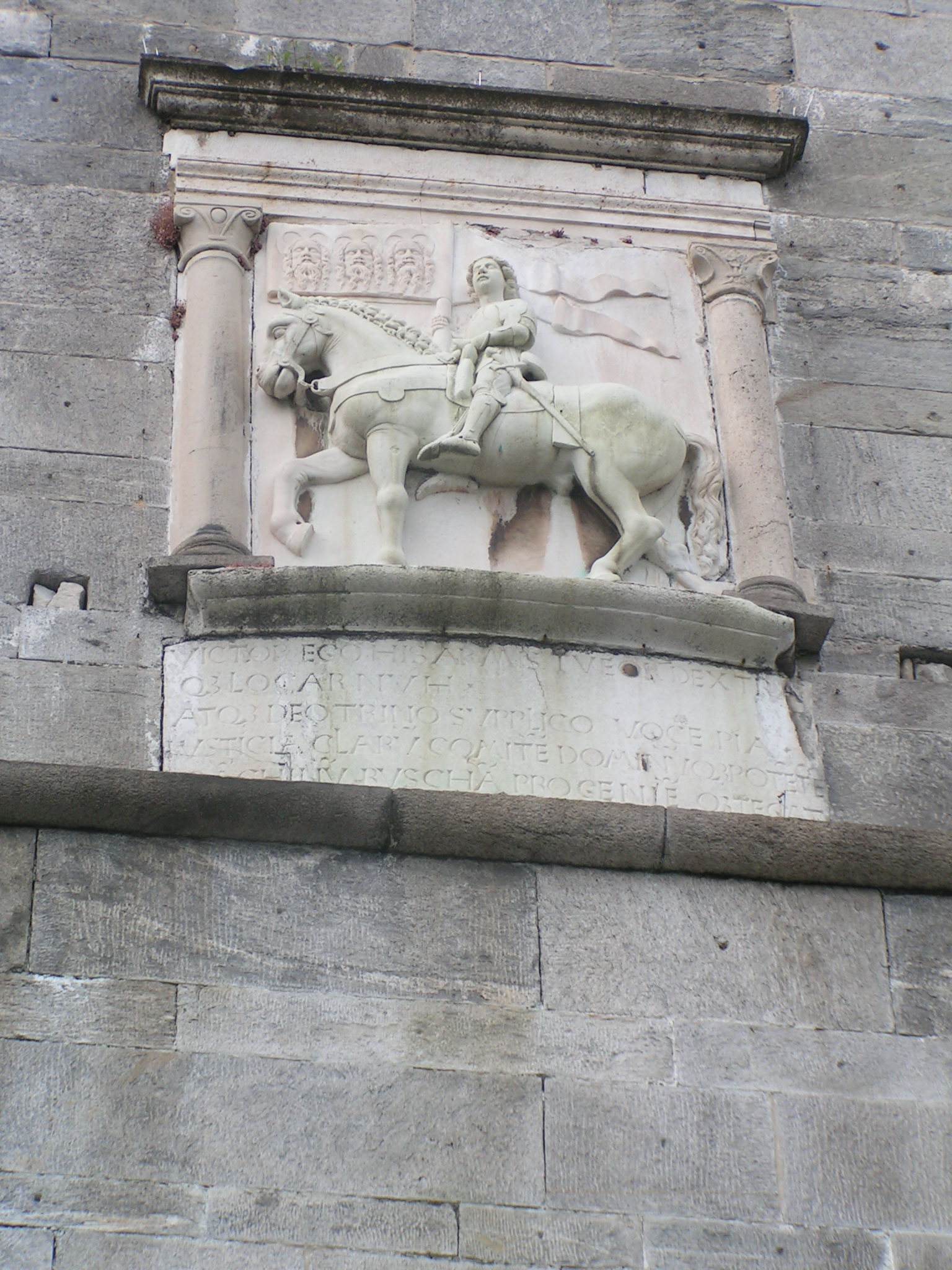
San Vittore sul campanile della collegiata
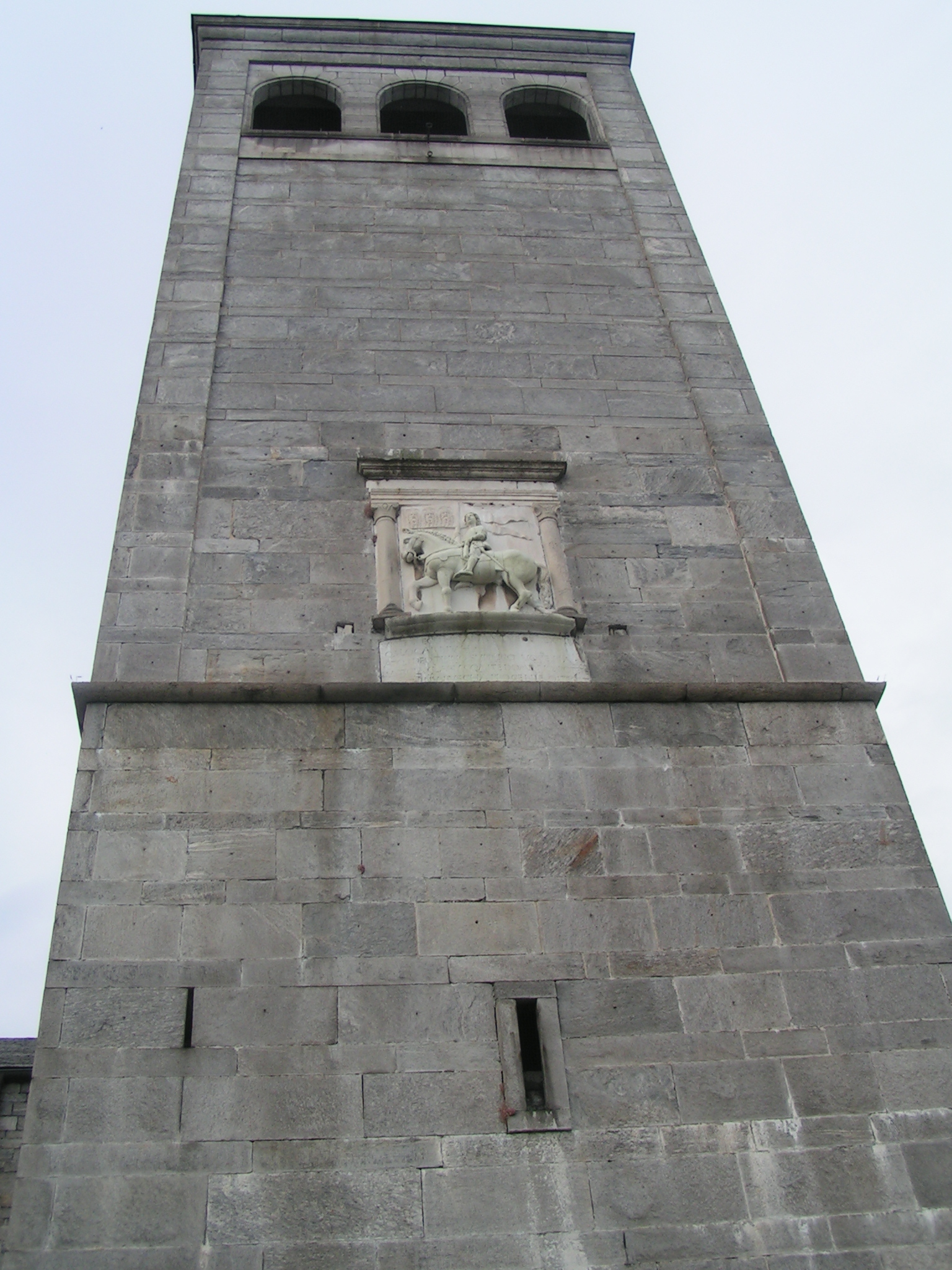
Campanile della Collegiata
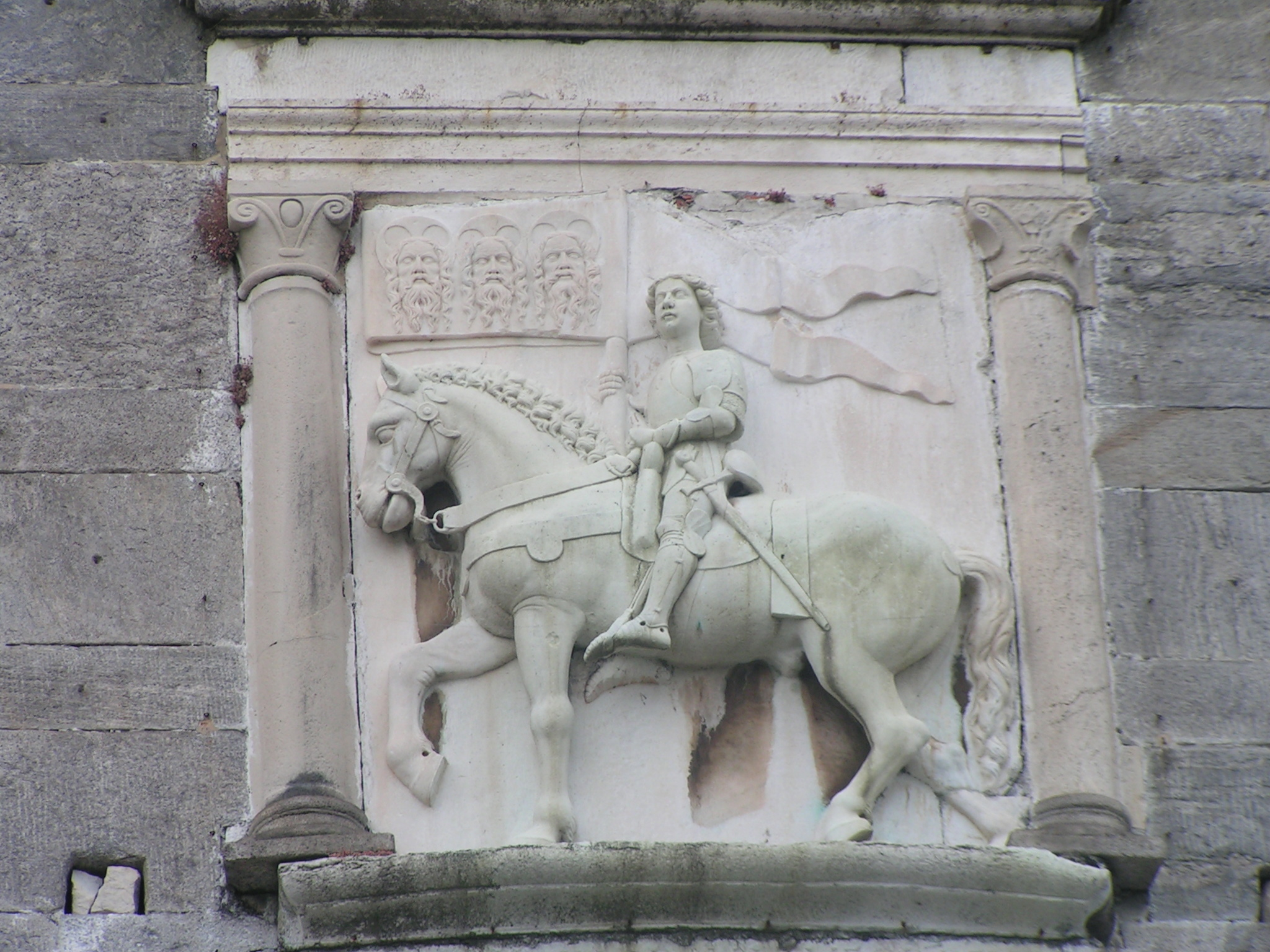
San Vittore e la trinità
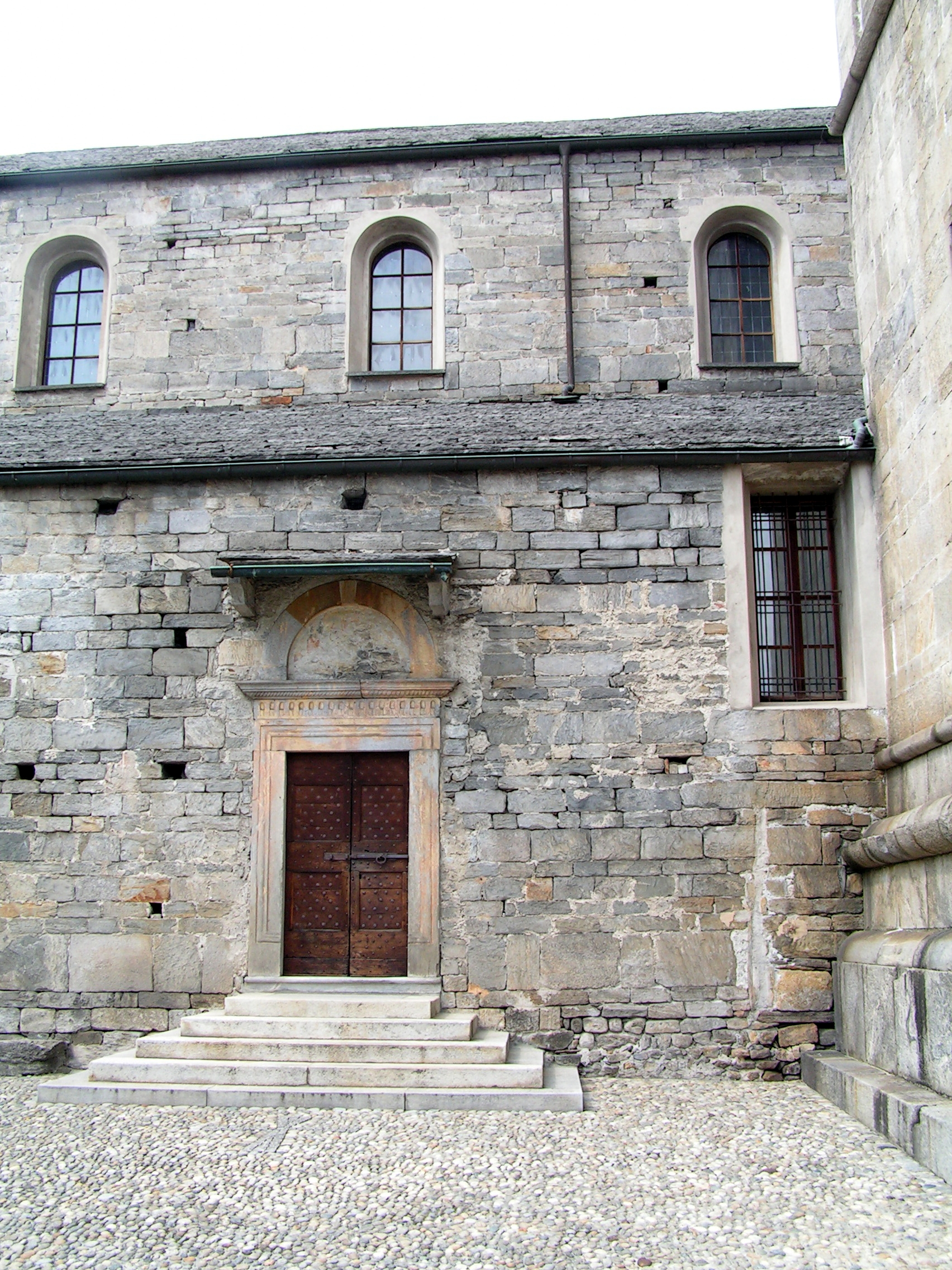
Il portale meridionale